# Isis Giménez
Isis Giménez (30 de julio de 1990) es una esgrimista venezolana. Compitió en el evento de florete femenino en los Juegos Olímpicos de Río de Janeiro 2016.